# アンテポスト
アンテポスト株式会社は、オンラインクレーンゲーム「クラウドキャッチャー」の運営と、オンラインクレーンゲームを中心としたシステム開発を手掛けている企業。

## 概要
2010年11月に設立。2015年よりオンラインクレーンゲーム「クラウドキャッチャー」の事業を開始。当初は楽天が立ち上げたAndroidアプリマーケット楽天アプリ市場での提供のみだったが、翌年からApp Store、Google Play、自社サイトでの運営も開始した。
オンラインクレーンゲームのシステムをOEMとして提供を行っており、大手ゲーム会社、大手アミューズメント会社にもシステムの提供を行っている。

## 沿革
- 2010年11月　設立
- 2015年10月16日　クラウドキャッチャーが楽天アプリ市場で提供開始
- 2016年4月14日　クラウドキャッチャー PC版提供開始
- 2016年4月14日　クラウドキャッチャー iOS版提供開始
- 2016年5月17日　クラウドキャッチャー Google Play版提供開始
- 2016年6月16日　クラウドキャッチャー auスマートパス版提供開始（現在提供終了）
- 2021年10月22日　オフィス・事業所移転（千葉県流山市平方字下中谷806番1 GLP ALFALINK流山8）
- 2022年6月23日　オンラインクレーンゲームのeスポーツ大会「オンクレNo.1決定戦」を開催
- 2023年9月1日　オフィス・事業所移転（千葉県流山市北字赤坂204番1 GLP ALFALINK流山4）